# Годен, Гийом Пьер
Гийом Пьер Годен (фр. Guillaume Pierre Godin; ок. 1260, Байонна, королевство Франция — 4 июня 1336, Авиньон, Авиньонское папство) — французский куриальный кардинал, доминиканец. Магистр Священного дворца с 1306 по 23 декабря 1312. Декан Священной Коллегии Кардиналов с ноября 1323 по 4 июня 1336. Кардинал-священник с титулом церкви Санта-Чечилия с 23 декабря 1312 по 12 сентября 1317. Кардинал-епископ Сабины с 12 сентября 1317 по 4 июня 1336.

## Ранние годы и священство
Родился Гийом Пьер Годен около 1260 года, в Байонне, королевство Франция. Сын Пьера Годена. Его имя также упоминается как Виллельмо, а некоторые источники называют его вторым именем Петри. Его фамилия также упоминается как Пейр Годин, де Годие, Годиуус и Годинус.
Вступил Орден проповедников (доминиканцев) в Безье около 1279 года. Получил докторскую степень в Парижском университете в 1292 году.
Дата его рукоположения в священника неизвестна. Профессор философии до 1282 года и теологии в 1287 году. Провинциал своего ордена в Провансе с 21 июля 1301 года по 28 сентября 1303 года. Первый провинциал своего ордена в Тулузе с 28 сентября 1303 года. Магистр Священного дворца в Риме в 1306 году.

## Кардинал
Возведён в кардинала-священника с титулом церкви Санта-Чечилия на консистории от 23 декабря 1312 года.
Участвовал в Конклаве 1314—1316 годов, который избрал Папу Иоанна XXII. 22 ноября 1316 года он получил разрешение на составление завещания. Избран для сана кардиналов-епископов и субурбикарной епархии Сабины 12 сентября 1317 года, сохранив свою титулярную церковь in commendam до своей смерти. Когда и где был рукоположен в епископа информация отсутствует. Назначен папским легатом в Испании в 1320 году, кардинал Годен председательствовал на Вальядолидском соборе в августе 1322 года. Декан Священной Коллегии Кардиналов с ноября 1321 года по 4 июня 1336 года. В 1324 году в Авиньоне, кардинал Годен, рукоположил Раймона Бекена, патриарха Иерусалима. Участвовал в Конклаве 1334 года, который избрал Папу Бенедикта XII. Кардинал Годен издал сборник папских документов. Восстановил доминиканские церкви Байонны и Авиньона.
Скончался кардинал Гийом Пьер Годен 4 июня 1336 года, в Авиньоне. Похоронен перед главным алтарём церкви доминиканцев в Тулузе, которую он перестроил.